# Kozák šedozelený

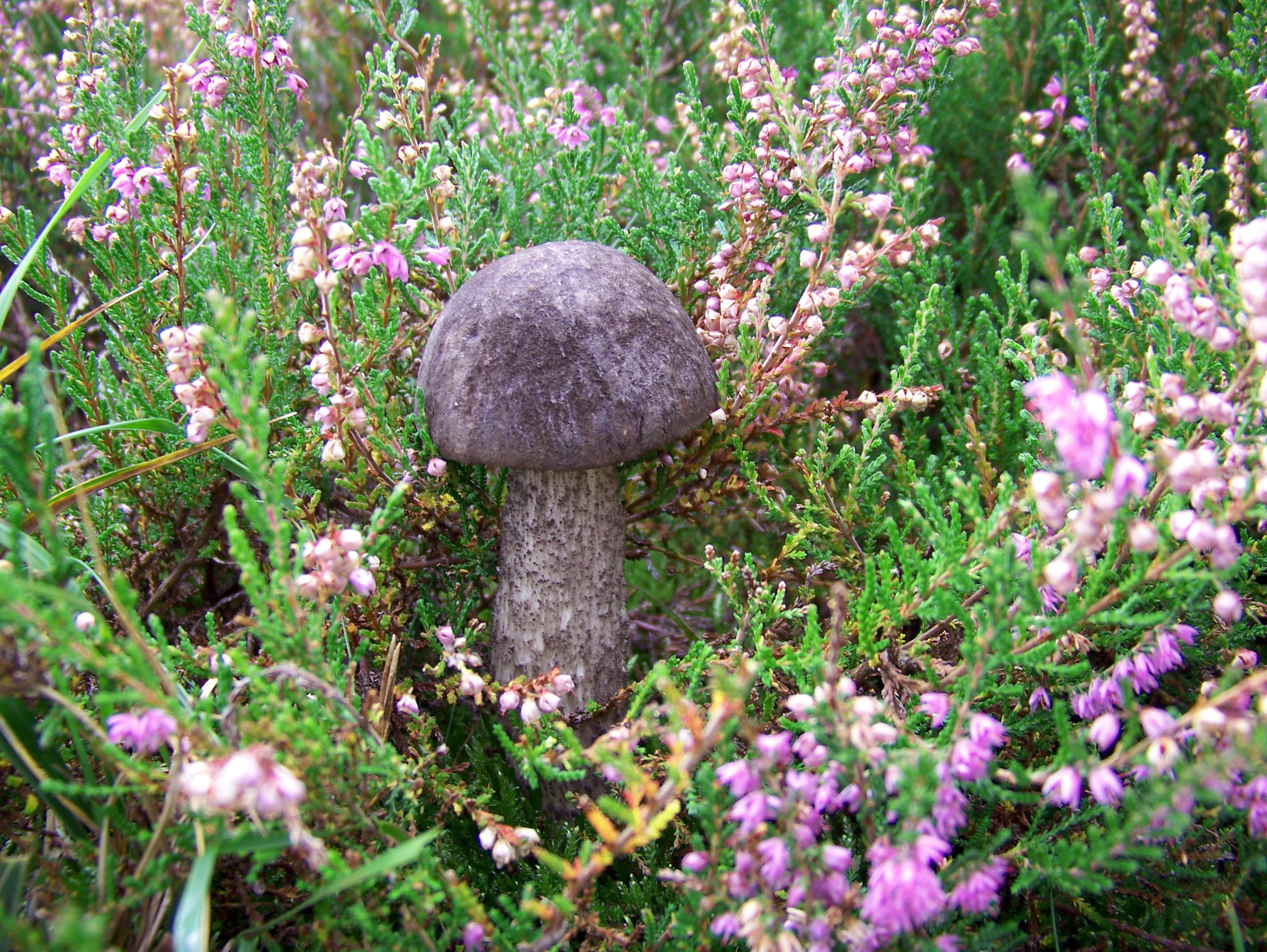
Kozák šedozelený na lüneburském vřesovišti

Kozák šedozelený, též kozák barvoměnný (Leccinum variicolor Watling 1969) je jedlá stopkovýtrusá houba z čeledi hřibovitých (Boletaceae), rostoucí od června do října pod břízami.

## Synonyma
- Leccinum thalassinum (Pilat & Dermek)
- Boletus thalassinus (Pilát & Dermek) Hlaváček 1988
- Boletus variicolor (Watling) Hlaváček 1989
- Krombholziella thalassina (Pilat & Dermek) Alessio 1985
- Krombholziella variicolor (Watling) Šutara 1982

české názvy
- kozák barvoměnný
- kozák měnlivý
- kozák pestrý
- kozák šedý
- kozák zelenající

## Vzhled

### Makroskopický
Klobouk je v průměru 5–15 (18) cm velký, kuželovitý až polštářovitý s hrbolem uprostřed. Většinou matně šedý (s nádechem do zelena nebo do hnědočervena) a melírovaný světlejšími krémovými až šedavými skvrnami.
Na omak je hladký, suchý, plstnatý, za vlhka lepkavý, často hrbolkatý. Ve stáří přechází povrch klobouku ze sametového na olysalý. Pokožka přesahuje okraje klobouku a je šedohnědá až šedočerná, někdy s nádechem do zelena. Dužnina klobouku v řezu má narůžovělou barvu.
Rourky a póry jsou bělavé, později krémové až šedé. Volné rourky dosahují délky 1–2,5 cm. Vystavené vzduchu nemění barvu a snadno se od klobouku oddělují. Póry tmavnou, jsou-li vystaveny tlaku.
Třeň je vysoký 6–20 cm a široký 1,5–4 cm, válcovitého nebo kyjovitého tvaru s prohnutím. U země zelený až modrozelený pokrytý tmavými šedými až černými šupinkami. Zářezy a jiné ranky se postupně zbarvují do zelena. Chutí nevýrazný, ale s typickou houbovou vůní. Dužnina je bílá, na bázi s nádechem do zelené, na řezu postupně růžoví.

### Mikroskopický
Výtrusy jsou zelenohnědé až hnědé, válcovitě vřetenovité, bez výstupků, veliké 14–22 x 5–7 µm.

## Výskyt
Roste jednotlivě nebo ve skupinách na vlhkých a podmáčených lokalitách a rašeliništích u kořenů bříz bělokorých, preferuje kyselé půdy.